# صابر سفر
صابر سفر هو عقيد في الجيش السوري الحر، انشق عن القوات المسلحة السورية إلى الجيش السوري الحر في عام 2013. كان هو المؤسس والقائد لفرقة الحمزة، كما يشغل منصب القائد العام في الجيش الأول للجبهة الجنوبية منذ 1 يناير 2015. في أواخر عام 2015، أفيد أنه كان أرفع ضابط في الجيش السوري الحر في جنوب سوريا.

## التاريخ
في أغسطس 2015، نجا صابر سفر من محاولة اغتيال في مقر الجيش الأول في بلدة أبطع.